# Autobuz articulat

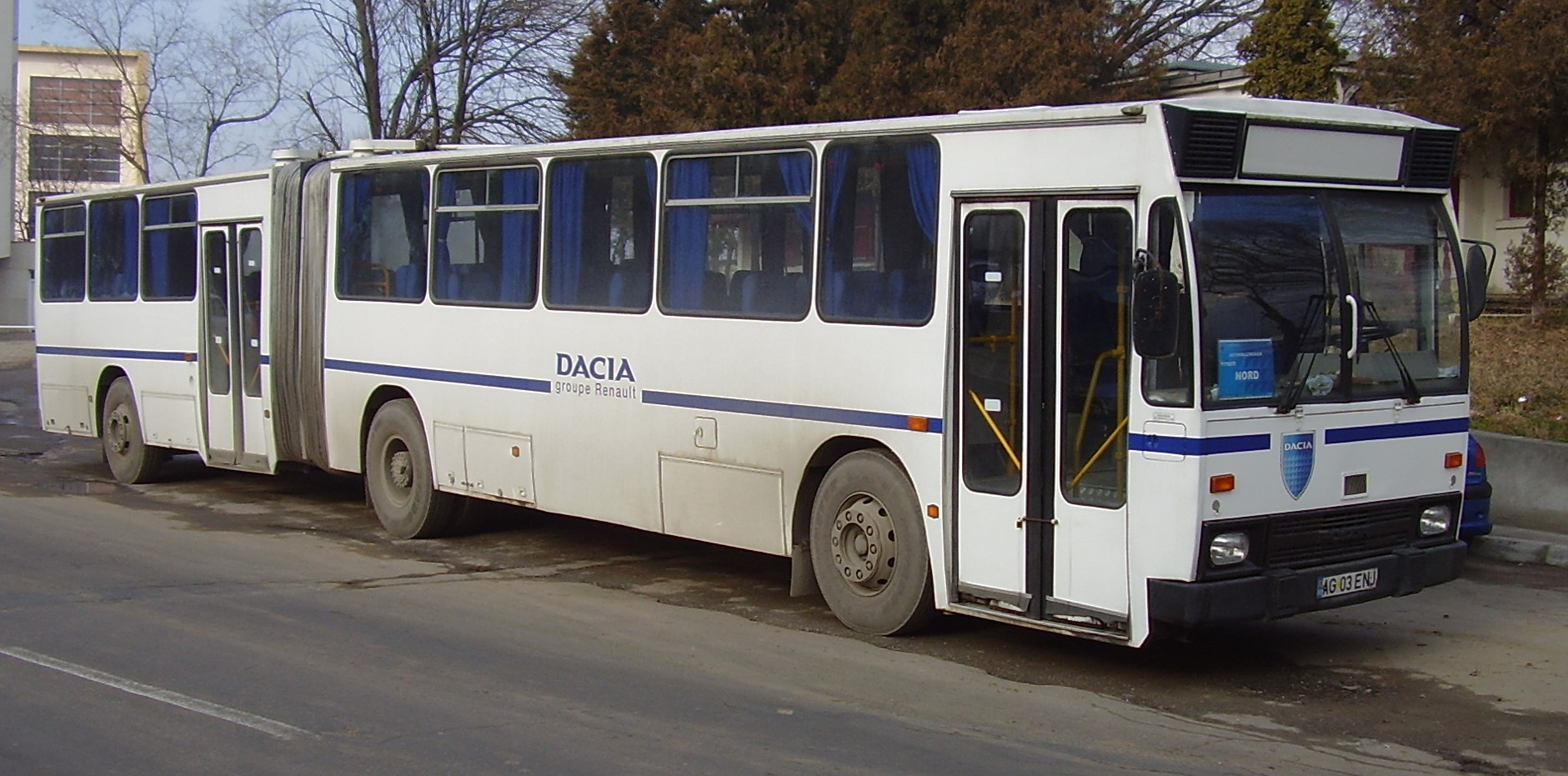
Autobuz articulat "Rocar 117 UD" al Uzinelor Dacia Pitești

Un autobuz articulat este un mijloc de transport asemănător autobuzelor normale, dar are o capacitate mai mare de pasageri deoarece este format din două elemente legate printr-un dispozitiv flexibil, care poate fi decuplat doar la ateliere, care permite trecerea liberă a pasagerilor. între cele două părți, chiar și în curse. Vehiculul este considerat, în sensul codului rutier, ca un singur complex de vehicule și, ca atare, nu este afectat de regulile pentru vehiculele care trag o remorcă sau semiremorcă, cu excepția necesității ca șoferul să fie în posesia unei licențe categoria E, sau D+E, pe lângă CQC pentru transport persoane.